# Aroutz 1
Aroutz 1 (en hébreu : הערוץ הראשון, HaAruts HaRishon, litt. « La première chaîne ») était la première chaîne de télévision israélienne de 1968 à sa disparition le 10 mai 2017. Jusqu'à cette date, elle était aussi l'une des deux seules chaînes de la télévision terrestre israélienne.

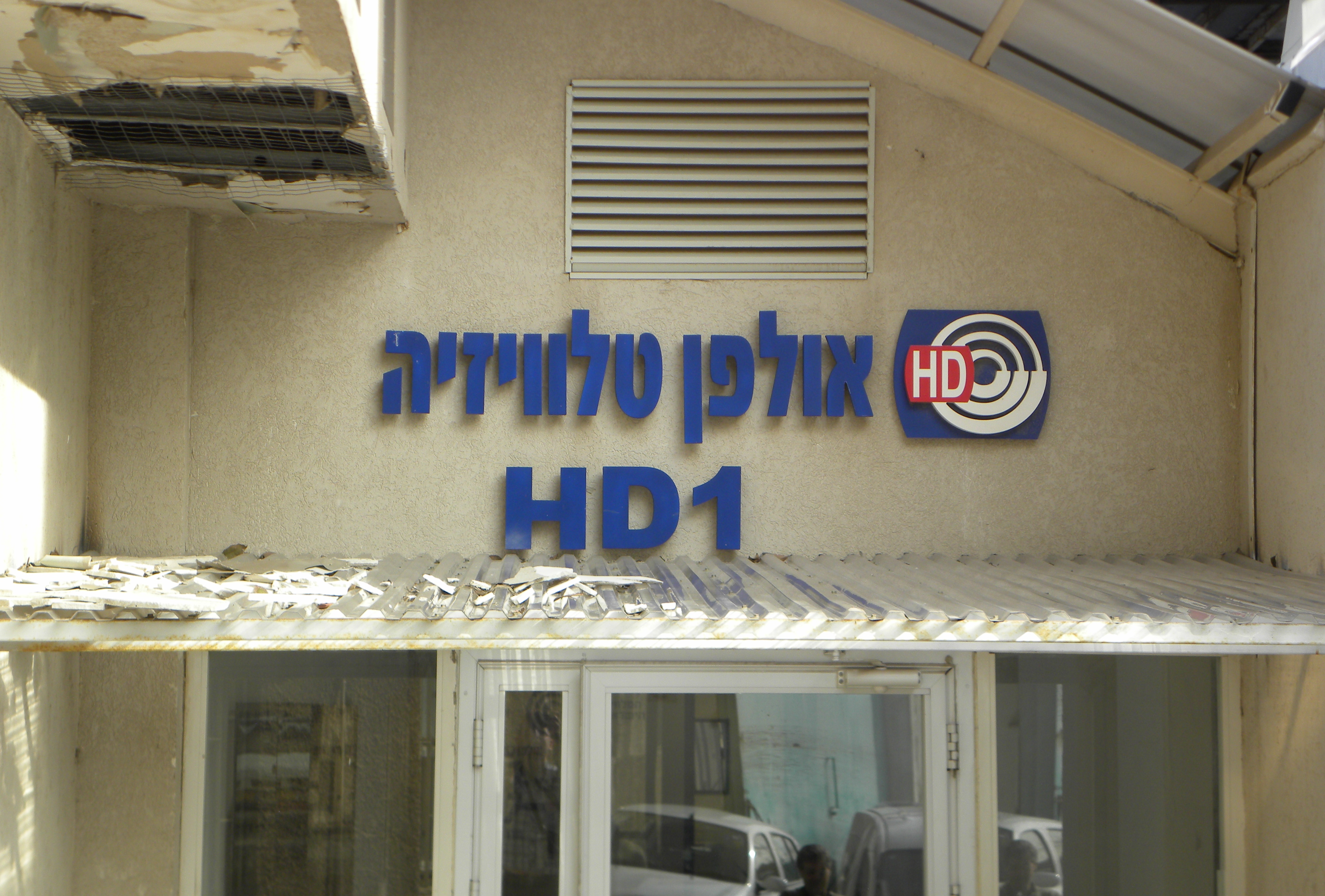

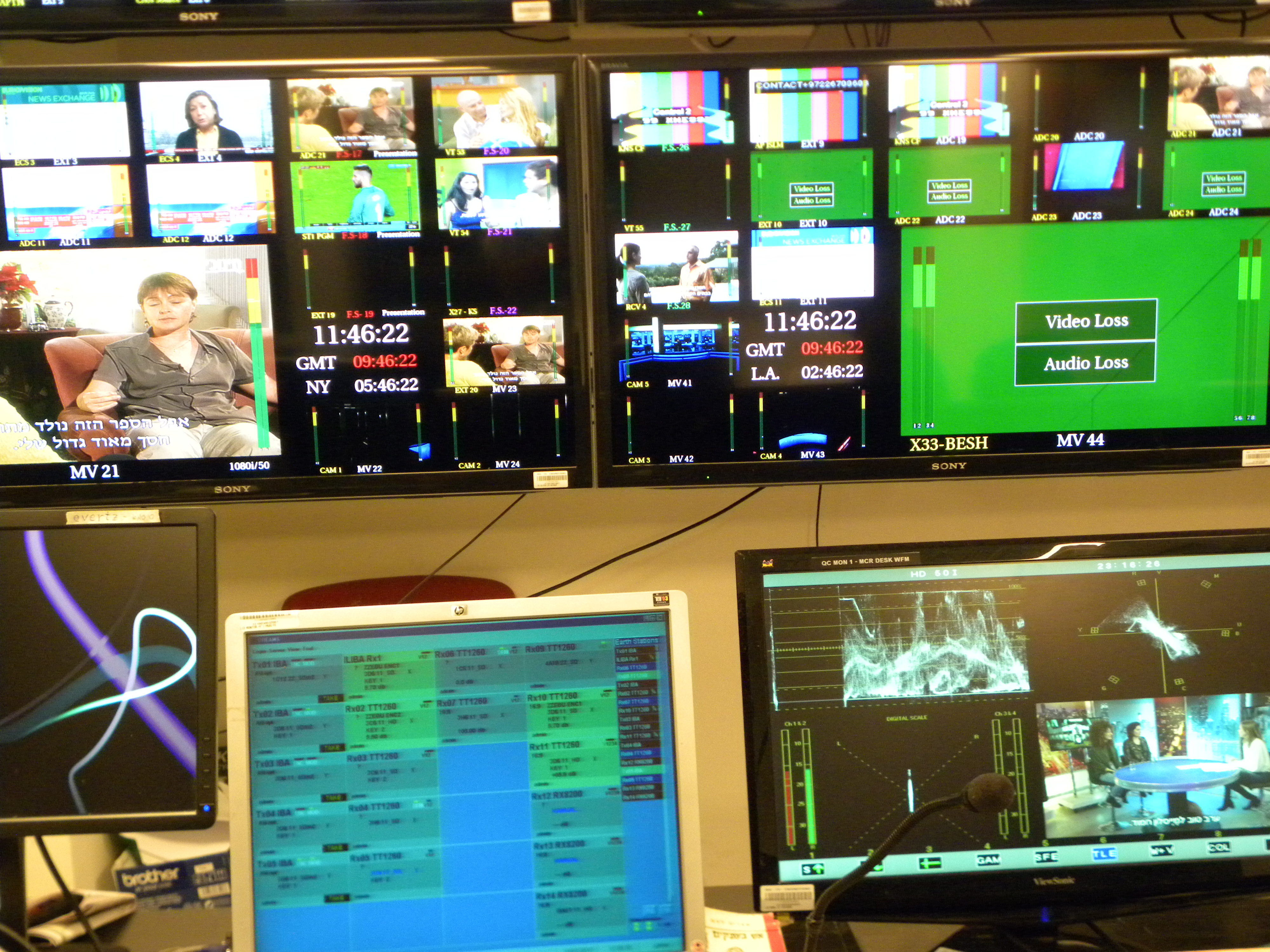

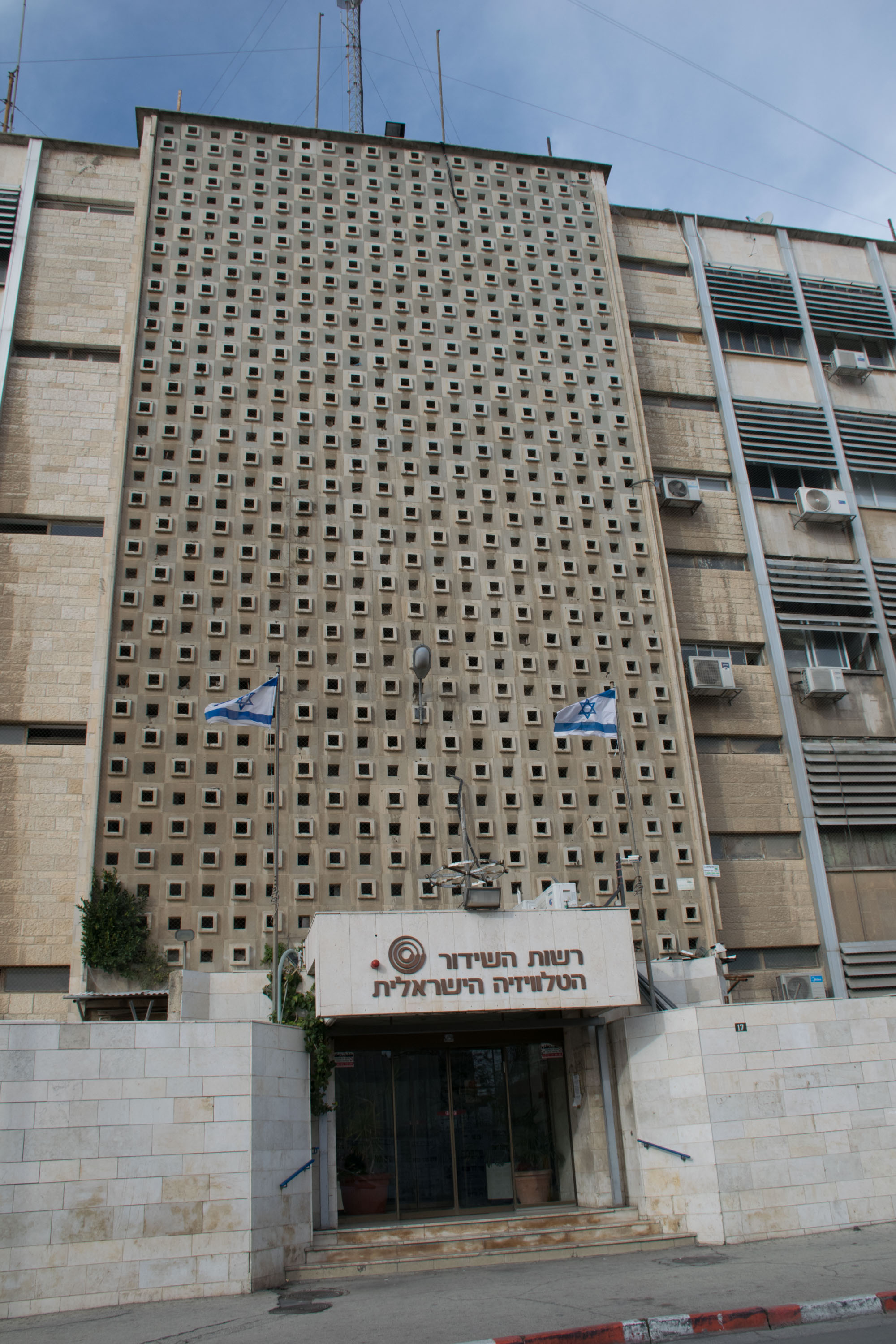

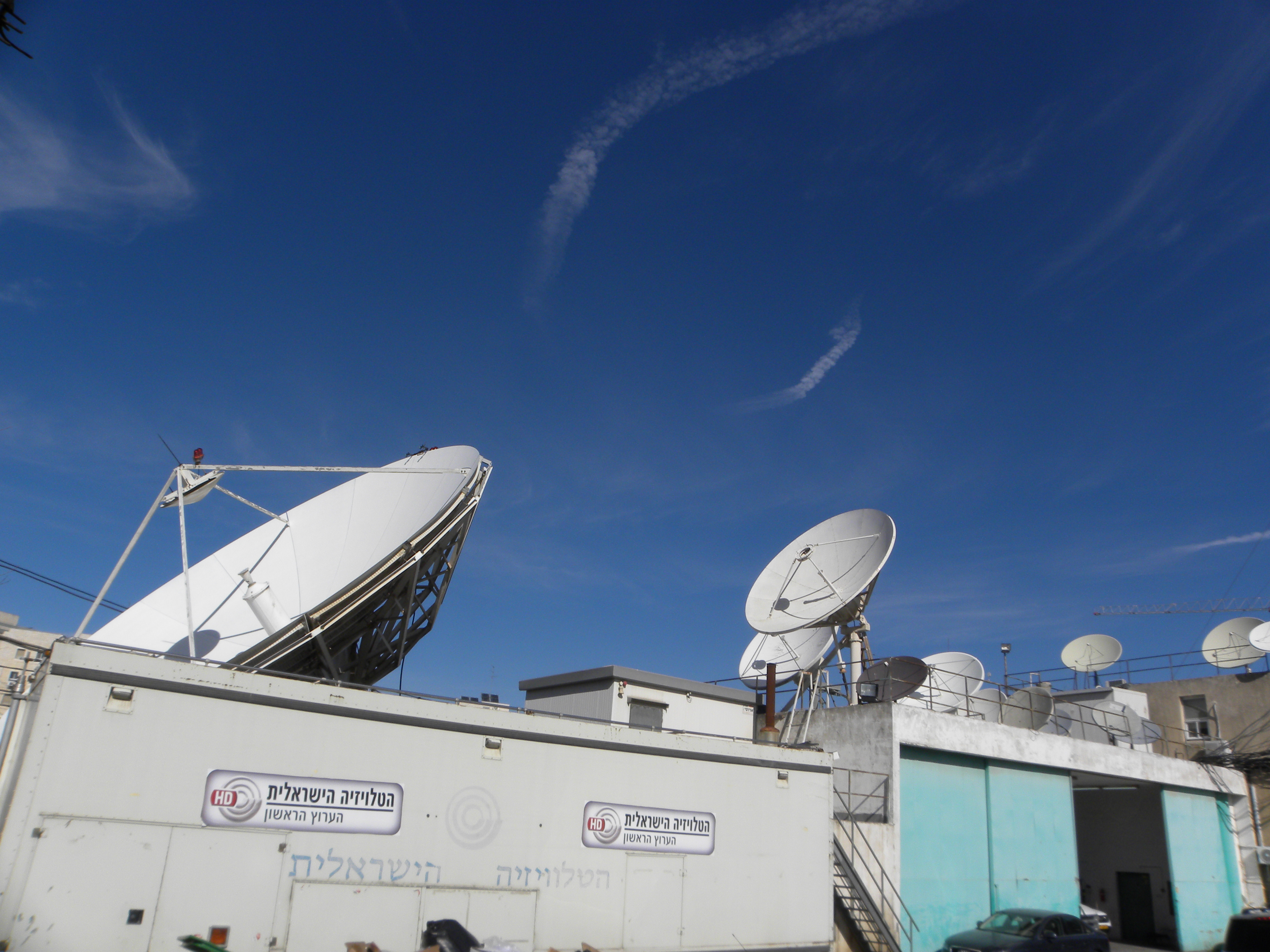

C'était une chaîne publique, dirigée par l'Autorité de radiodiffusion d'Israël (IBA). Depuis le 15 mai 2017, elle a été remplacée par KAN 11.

## Histoire
Depuis le 24 mars 1966 existe Israeli Educational Television, une chaîne éducative à destination des enfants.
La loi créant l'IBA fut votée à la Knesset le 6 juin 1965 ; et la première chaîne de télévision israélienne commença d'émettre le 2 mai 1968 (20 ans après la Déclaration d'Indépendance de l'État d'Israël).
Jusqu'au 13 janvier 1982, hormis quelques programmes (visite du président égyptien en 1977, Eurovision 1979 à Jérusalem), la chaîne diffusait ses programmes en noir et blanc.
Jusqu'en 1994 la chaîne se nommait HaTelevizia HaKlalit (הטלוויזיה הכללית, litt. Télévision générale), ou HaTelevizia HaYisraelit (הטלוויזיה הישראלית, litt. Télévision israélienne), mais est devenue Aroutz 1 lorsqu'est apparue la seconde chaîne de la télévision terrestre, Aroutz 2.
Le 10 mai 2017, dans le cadre de la disparition de l'IBA, la chaîne termine ses émissions.

## Financement
La chaîne diffuse peu de publicité, elle est financée par la redevance audiovisuelle (environ 125 $ par foyer et par an).

## Programmes
La chaîne diffuse ses programmes en hébreu, mais diffuse aussi des programmes d'information en arabe et en anglais soit le matin, soit le soir. Elle diffuse aussi les matches de basket-ball du Maccabi Tel-Aviv en Euroligue ainsi que la coupe du monde de football, et le concours de l'Eurovision.

### Programmes étrangers
- 3-2-1 Contact
- Les Aventures du jeune Indiana Jones
- Dynastie
- Hawaï police d'État
- Hercule
- Xena, la guerrière
- Les Aventures de Sinbad
- MacGyver
- Stargate SG-1
- Stargate Atlantis
- Star Trek
- Star Trek : La Nouvelle Génération
- Star Trek: Deep Space Nine
- Alf
- Monstres et Merveilles
- Le Muppet Show
- Guillaume Tell
- Lassie (en)
- New York, police judiciaire (חוק וסדר, Loi et Ordre)
- New York, unité spéciale
- Au cœur du temps
- Homicide
- Les Experts
- Les Experts : Miami
- Les Experts : Manhattan
- Le Prince de Bel-Air
- Starsky et Hutch
- La Tribu
- Degrassi : La Nouvelle Génération
- Zorro

La chaîne diffuse aussi des dessins animés israéliens et étrangers. Elle retransmet également les programmes du réseau public Israeli Educational Television, qui produit des programmes éducatifs et des documentaires.